# Земен (община)
Земен (болг. Община Земен) — община в Болгарии. Входит в состав Перникской области. Население составляет 3333 человека (на 21.07.05 г.).

## Состав общины
В состав общины входят следующие населённые пункты:
1. Беренде
2. Блатешница
3. Враня-Стена
4. Габровдол
5. Горна-Врабча
6. Горна-Глоговица
7. Дивля
8. Долна-Врабча
9. Еловдол
10. Жабляно
11. Земен
12. Калотинци
13. Мурено
14. Одраница
15. Падине
16. Пештера
17. Раянци
18. Смиров-Дол